# 드래곤 퀘스트
《드래곤 퀘스트》(Dragon Quest, ドラゴンクエスト)는 일본의 비디오 게임 디자이너 호리이 유지, 도리야마 아키라 및 스기야마 고이치 3인이 제작한 일련의 롤플레잉 비디오 게임 시리즈이다. 초창기부터 스퀘어 에닉스(전 에닉스)가 배급을 담당했다. 첫 번째 게임은 1986년 출시됐으며 총 11편의 본편 게임와 수많은 외전 게임들이 발매됐다. 그 외 시리즈에 기반한 만화, 애니메이션, 소설들이 제작됐다.
처음 등장 당시 《드래곤 퀘스트》는 콘솔상의 롤플레잉 게임플레이 요소들을 정립해 일본의 롤플레잉 비디오 게임 역사에 지대한 영향을 끼쳤다. 《드래곤 퀘스트》의 구상 및 도안은 서양의 롤플레잉 비디오 게임 《위저드리》와 《울티마》로부터 영감을 받았다. 패밀리 컴퓨터 플랫폼에서 시작해 각종 컴퓨터, 가정용 게임기, 휴대용 기기 및 모바일 장치로도 나타났다. 초기에 북미 지역에선 테이블톱 게임 《드래곤퀘스트》와의 상표 충돌을 피해 《드래곤 워리어》라는 제목으로 발매했으며 2002년부터 《드래곤 퀘스트》로 상표 등록에 성공해 통일했다.
《드래곤 퀘스트》 게임들 대부분의 도입부에서 플레이어는 악의 세력으로부터 세상을 구원하는 전형적인 영웅을 조종한다. 영웅은 대개 동료들이 가입한 파티를 구성해 모험을 한다. 시리즈 총체적으로 나타나는 요소들로 턴제 전투, 시리즈 마스코트 슬라임을 포함한 재출연 몬스터들, 글자 기반 메뉴 시스템과 몬스터와의 무작위 조우가 있다.
시리즈가 진행된 수십 년간 다양한 기업들이 개발에 참여했으나 시리즈 중심에선 초창기 개발진인 호리이 유지, 캐릭터 원화가 도리야마 아키라, 작곡가 스기야마 고이치가 계속 참여했던 것이 특징이다. 이 중 스기야마는 2021년에 사망했다.

## 비디오 게임
| 1986 | 드래곤 퀘스트      |
| 1987 | 드래곤 퀘스트 II   |
| 1988 | 드래곤 퀘스트 III  |
| 1989 |                    |
| 1990 | 드래곤 퀘스트 IV   |
| 1991 |                    |
| 1992 | 드래곤 퀘스트 V    |
| 1993 |                    |
| 1994 |                    |
| 1995 | 드래곤 퀘스트 VI   |
| 1996 |                    |
| 1997 |                    |
| 1998 |                    |
| 1999 |                    |
| 2000 | 드래곤 퀘스트 VII  |
| 2001 |                    |
| 2002 |                    |
| 2003 |                    |
| 2004 | 드래곤 퀘스트 VIII |
| 2005 |                    |
| 2006 |                    |
| 2007 |                    |
| 2008 |                    |
| 2009 | 드래곤 퀘스트 IX   |
| 2010 |                    |
| 2011 |                    |
| 2012 | 드래곤 퀘스트 X    |
| 2013 |                    |
| 2014 |                    |
| 2015 |                    |
| 2016 |                    |
| 2017 | 드래곤 퀘스트 XI   |

### 본편
《드래곤 퀘스트》 시리즈의 첫 네 게임들은 패밀리 컴퓨터로 개발돼 출시됐다. 첫 두 게임은 일본에서 패밀리 컴퓨터로 발매된 후 MSX로 이식됐다. 패밀리 컴퓨터 게임 모두 차세대 게임기로 리메이크돼 발매됐다. 《드래곤 퀘스트》 1편은 일본에서 1986년 5월 27일 발매됐으며 북미에선 《드래곤 워리어》라는 제목으로 1989년 8월 발매됐다.
- 드래곤 퀘스트 -로토의 전설- : 패밀리 컴퓨터용, 1986년 5월 27일 발매, 가격 5500엔

- 드래곤 퀘스트2 -악령의 신들- : 패밀리 컴퓨터용, 1987년 1월 26일 발매, 가격 5500엔

- 드래곤 퀘스트3 -그리고 전설로- : 패밀리 컴퓨터용, 1988년 2월 10일 발매, 가격 5900엔

- 드래곤 퀘스트4 -인도하는 자들- : 패밀리 컴퓨터용, 1990년 2월 11일 발매, 가격 8500엔

- 드래곤 퀘스트5 -천공의 신부- : 슈퍼 패미컴용, 1992년 9월 27일 발매, 가격 9600엔

- 드래곤 퀘스트6 -환상의 대지- : 슈퍼 패미컴용, 1995년 12월 9일 발매, 가격 11400엔

- 드래곤 퀘스트7 -에덴의 전사들- : 플레이스테이션용, 2000년 8월 26일 발매, 가격 7800엔

- 드래곤 퀘스트 VIII 하늘과 바다와 대지와 저주받은 공주: 플레이스테이션 2용, 2004년 11월 27일 발매, 가격 9240엔

- 드래곤 퀘스트9 -밤하늘의 수호자- : 닌텐도 DS용, 2009년 7월 11일 발매, 가격 5980엔

- 드래곤 퀘스트10 -눈 뜨는 다섯종족- : Wii용, 2012년 8월 2일 발매, 가격 6980엔

- 드래곤 퀘스트11 -지나간 시간을 찾아서-:플레이스태이션 4 스위치용,

2017년 6월 16일 발매, 가격 5657엔

### 리메이크・이식 작품
슈퍼 패미컴용
- 드래곤 퀘스트1&2 : 1993년 12월 18일 발매, 가격 9600엔

- 드래곤 퀘스트3 -그리고 전설로- : 1996년 12월 6일 발매, 가격 8700엔

게임보이용
- 드래곤 퀘스트1&2 : 1999년 9월 23일 발매, 가격 4900엔

- 드래곤 퀘스트3 -그리고 전설로- : 2000년 12월 8일 발매

플레이스테이션용
- 드래곤 퀘스트4 -인도하는 자들- : 2001년 11월 22일 발매, 6800엔

플레이스테이션 2용
- 드래곤 퀘스트5 -천공의 신부- : 2004년 3월 25일 발매, 8190엔

닌텐도 DS용
- 드래곤 퀘스트4 -인도하는 자들- : 2007년 11월 22일 발매, 가격 5490엔

- 드래곤 퀘스트5 -천공의 신부- : 2008년 7월 17일 발매, 가격 5490엔

- 드래곤 퀘스트6 -환상의 대지- : 2010년 1월 28일 발매, 가격 5980엔

닌텐도 3DS용
- 드래곤 퀘스트7 -에덴의 전사들- : 2013년 2월 7일 발매, 가격 6090엔
- 드래곤 퀘스트8 -하늘과 바다와 땅과 저주받은 공주- : 2015년 8월 27일 발매, 가격 6458엔

Wii용
- 드래곤 퀘스트 25주년 기념 패미컴&슈퍼패미컴 드래곤 퀘스트I・II・III : 2011년 9월 15일 발매, 가격 4440엔

### 드래곤 퀘스트 몬스터즈 시리즈
- 드래곤 퀘스트 몬스터즈1 -테리의 원더랜드- : 게임보이용, 1998년 9월 25일 발매, 가격 4900엔

- 드래곤 퀘스트 몬스터즈2 -마르타의 이상한 열쇠- (루카의 여행, 이루의 모험) : 게임보이용, 루카의 여행-2001년 3월 9일 발매, 가격 6400엔, 이루의 모험-2001년 4월 12일 발매, 가격 6400엔

- 드래곤 퀘스트 몬스터즈1&2 -별내림의 용자와 목장의 친구들- : 플레이스테이션용, 2002년 5월 30일 발매, 가격 6800엔

- 드래곤 퀘스트 몬스터즈 캐리번하트 : 게임보이어드밴스용, 2003년 3월 29일 발매, 가격 5980엔

- 드래곤 퀘스트 몬스터즈 조커 : 닌텐도 DS용, 2006년 12월 28일 발매, 가격 5040엔

- 드래곤 퀘스트 몬스터즈 조커2 : 닌텐도 DS용, 2010년 4월 28일 발매, 가격 5490엔

- 드래곤 퀘스트 몬스터즈 조커2 프로페셔널 : 닌텐도 DS용, 2011년 3월 31일 발매, 가격 4440엔

### 이상한 던전 시리즈
- 톨네코의 대모험 이상한 던전 : 슈퍼 패미컴용, 1993년 9월 19일 발매, 가격 9600엔

- 톨네코의 대모험2 이상한 던전 : 플레이스테이션용-1999년 9월 15일 발매, 게임보이어드밴스용-2001년 12월 20일 발매, 가격 6800엔

- 톨네코의 대모험3 이상한 던전 : 플레이스테이션2용-2002년 10월 31일 발매, 게임보이어드밴스용-2004년 6월 24일 발매, 가격 6800엔

- 드래곤 퀘스트 소년 양가스와 이상한 던전 : 플레이스테이션2용, 2006년 4월 20일 발매, 가격 7140엔

## 기타 매체

### 애니메이션
첫 번째 애니메이션 《아벨탐험대》은 스튜디오 코멧이 제작해 일본서 1989년 12월 2일부터 1991년 4월 5일까지 총 43화로 방영됐다. 호리이가 감수했으며 《드래곤 퀘스트 III》에 기반했다. 2006년 10월에 일본에서 DVD로 발매돼 2007년 2월까지 약 9만 장이 판매됐다.
두 번째 애니메이션 《드래곤 퀘스트 다이의 대모험》은 동명의 연재만화에 기반한 작품으로 도에이 애니메이션가 제작했다. 1991년 10월 17일부터 1992년 9월 24일까지 총 46화로 방영됐다. 2020년에 두 번째 애니메이션화 작품 《드래곤 퀘스트: 다이의 대모험》이 제작됐으며 전작과는 달리 만화 전체를 영상화해 총 100화로 완결지었다. 2020년 10월 3일부터 2022년 10월 22일까지 방영됐다.

## 시리즈 세계관
드래곤 퀘스트 시리즈의 세계관은 흔히 '판타지'라고 불리는 세계관이다. 그 공간적 배경은 중세 유럽과 비슷하며, 전체 세계에는 왕국이 존재하며, 각 왕국은 성과 마을들로 이루어진다. 작품에 등장하는 캐릭터들은 검, 창, 봉, 채찍, 부메랑 등의 무기를 사용한다. 또 투구, 갑옷, 방패 등을 방어구로 착용하며, 가공의 아이템을 사용한다. 게다가 캐릭터에 따라서 마법을 사용하기도 한다. 전체 시리즈에는 몬스터가 등장하는데, 주로 주인공의 적으로서 활동하는 캐릭터이지만 스토리에 따라 주인공의 동료가 되기도 한다. 기본 세계관은 기계 문명이 발달되지 않은 중세 유럽이 배경이지만, 작품의 스토리에 따라 기계(슬롯 머신 등)나 로봇(킬러 머신 등)이 등장하기도 한다.

## 3부작 시리즈
드래곤 퀘스트의 메인 시리즈 작품 중에서 "1・2・3" 과 "4・5・6"은 각각의 동일한 세계관으로 스토리의 연관성을 지닌다. "7"과 "8"은 각각 독립된 스토리를 가지며 다른 작품과 그 내용이 연관되지 않는다.

### 로토 시리즈
드래곤 퀘스트 작품 중에서 "1・2・3"은 그 스토리가 용자 '로토'와 관련되어 있어서 '로토삼부작' 또는 '로토 시리즈'라고 불린다. 시대 흐름 상 "3"가 가장 오래된 시대의 이야기로 용자 '로토'에 대한 수수께끼가 밝혀지는 내용이다. "3"의 수백년 후가 "1"의 시대이다. 그리고 "2"는 그 100년 후의 "1"의 주인공의 손자, 손녀가 펼치는 이야기이다.

### 천공 시리즈
드래곤 퀘스트 작품 중에서 "4・5・6"은 하늘에 부유하는 성인 '천공성'에 관한 이야기로서 '천공삼부작' 또는 '천공 시리즈'라고 불린다. "4"의 시대의 수백년 후가 "5"의 시대이다. "6"의 게임 스토리 안에서는 다른 작품과 관련된 내용이 직접적으로 언급되지 않지만, 천공에 관련된 내용이므로 천공 시리즈의 한 작품으로 인정받고 있다.

## 게임 시스템
드래곤 퀘스트의 작품 중에서 메인 시리즈의 게임 시스템에 관한 내용이다.

### 주인공
드래곤 퀘스트 시리즈의 주인공은 플레이어 자기 자신이다. 그렇기 때문에 게임 시작과 함께 주인공의 이름을 정하고 플레이를 해야만 한다. 다른 컴퓨터 롤플레잉 게임에서는 전지적 시점에서 게임을 플레이하는 데 비해, 드래곤 퀘스트 시리즈는 1인칭 시점에서 게임을 플레이할 수 있다. 드래곤 퀘스트 시리즈 중 "3"과 "4"에서는 이름과 함께 성별도 선택가능하다.

### 동료-파티 구성
드래곤 퀘스트 시리즈에서는 주인공과 그 동료가 파티를 구성하여 플레이 가능하다. 파티의 인원수는 "1"에서는 주인공 1명, "2"는 최대 3명, "3・7・8"에서는 최대 4명이다. "4・5・6"에서는 이동 수단이 마차에 동료를 태워서 이동하는 것이 가능하기 때문에 최대 8~10명의 파티를 구성할 수 있다. 하지만 전투에 직접 참가 가능한 인원은 최대 4명이다.

### 전체 맵(Map) 구성
드래곤 퀘스트 시리즈의 공간은 크게 필드맵, 성・마을・거리 , 던전으로 구성된다.
- 필드맵

필드맵은 게임 전체 세계를 구성하는 공간이다. 이동 중에 랜덤으로 적 몬스터와 만나서 전투를 하게 된다. 필드맵 이동 시에는 마차, 배 등의 이동 수단을 이용할 수도 있다. 시간 개념이 도입된 시리즈 작품에서는 필드맵의 시간적 배경이 '밤에서 낮으로' 또는 '낮에서 밤으로' 변하기도 한다.
- 성・마을・거리

성・마을・거리는 필드맵에서 각각 존재하는 공간이다. 플레이어는 필드맵 이동하다가 보이는 성, 마을, 거리로 들어갈 수 있다. 성・마을・거리에서는 주로 스토리 이벤트가 발생하고, 여러 가게들이 존재해 숙박이나 아이템의 매매가 가능하다. 교회에서는 상태 이상(독, 죽음 등)의 치료가 가능하다. 또한 건물 안의 책장, 상자, 항아리 등에서 아이템을 획득할 수도 있다.
- 던전

던전 또한 필드맵에 존재하는 공간으로서 플레이어는 필드맵에서 이동하다가 던전으로 들어갈 수 있다. 던전 안에서는 필드맵보다 높은 확률로 적 몬스터와 만나게 되고, 던전의 끝에는 보스 몬스터가 있다. 던전에는 보석 상자가 있어 아이템의 획득이 가능한데, 던전 깊은 곳의 보석 상자일수록 중요한 아이템일 확률이 높다. 던전에 따라 함정에 빠지거나 아래로 떨어지기도 하고, 퍼즐을 풀어서 진행을 해야만 하는 경우도 발생한다.

### 캐릭터 능력치(Status)
드래곤 퀘스트 시리즈에 등장하는 주인공을 비롯한 동료 캐릭터들은 전투 등을 통하여 경험치(Ex)를 얻고, 일정 경험치 이상을 얻게 되면 레벨 업을 할 수 있다. 레벨 업을 하게 되면 캐릭터의 능력치(status)가 상승하고 캐릭터마다 고유의 기술・주문(마법)을 익히게 된다. 경험치는 주로 적 몬스터와의 전투에서 승리 시에 얻게 되는데, 더 강한 적 몬스터를 이길 수록 더 높은 경험치를 얻을 수 있다.
각 캐릭터의 능력치(status)를 나타내는 용어는 다음과 같다.
- HP(Hit Point) - 캐릭터의 생명력을 뜻한다. 적으로부터 공격을 받거나 필드에서 데미지를 받으면 HP의 수치가 줄어드는데, 수치가 0이 되면 캐릭터가 죽게 된다. HP는 숙박을 하거나 아이템, 주문 등을 이용하여 회복할 수 있다.
- MP(Magic Power) - 캐릭터의 마법력을 뜻한다. 주문(마법)을 사용하면 MP의 수치가 줄어든다. 주문의 효과가 큰 주문일 수록 더 많은 MP가 줄어든다. MP는 숙박을 하거나 아이템 등을 이용하여 회복할 수 있다.
- ちから(힘) - 공격 무기를 장비하지 않은 상태의 공격력을 뜻한다.
- すばやさ(민첩성) - 민첩성이 높을 수록 전투 시에 선수 공격을 하게 되는 확률이 높아진다.
- みのまもり(몸의 보호) - 방어구를 장비하지 않은 상태의 수비력을 뜻한다.
- こうげき力(공격력) - '힘'에 공격 무기의 공격력을 더한 능력치이다. 이 능력치가 높을 수록 적에게 높은 데미지를 안길 수 있다.
- しゅび力(수비력) - '몸의 보호'에 방어구의 방어력을 더한 능력치이다. 이 능력치가 높을 수록 적으로부터 받는 데미지가 작아진다.
- かしこさ(현명함) - 이 능력치가 높을 수록 주문(마법)의 효과가 커진다.

이 외에 たいりょく(체력), うんのよさ(행운도), かっこよさ(매력도) 등의 능력치들이 시리즈 중 일부 작품에 등장한다.

### 전투
드래곤 퀘스트에서의 전투는 주인공의 1인칭 시점에서 이루어진다. 다른 컴퓨터 롤플레잉 게임의 경우 전투 시에 적과 함께 주인공 캐릭터가 화면에 나타나지만, 드래곤 퀘스트의 경우 오직 적 몬스터만 화면에 등장한다. 하지만 드래곤 퀘스트 시리즈가 점차 3D로 개발되면서 최신 작품에서는 특수 커맨스와 공격 받을 때에 한해서 전투 중에서도 주인공과 동료 캐릭터가 화면에 등장하기도 한다.
전투는 필드맵이나 던전 이동 시에 적 몬스터와 만나면서 시작된다. 필드맵에서는 적 몬스터가 필드 화면에 등장하지 않고 랜덤으로 적 몬스터와의 전투가 이루어진다. 던전 또한 필드맵과 같은 방식으로 전투가 이루어지지만, 경우에 따라서 적 몬스터의 캐릭터가 직접 화면에 등장해서 주인공 캐릭터와 접촉하게 되면 전투가 이루어지기도 한다.
전투는 파티의 최대 4명의 캐릭터가 참여 가능하다. 전투에 직접 참여하는 캐릭터 이외에 '마차'에 동료가 더 있을 경우에는 전투 중 캐릭터가 사망하는 경우에 한해서 마차의 다른 캐릭터를 전투에 참여 시킬 수 있다.
전투에서 승리하게 되면 경험치와 골드(돈)를 얻게 된다. 적 몬스터에 따라서 얻게 되는 경험치와 골드가 다른데, 일반적으로 강력한 몬스터일 수록 더 많은 경험치와 골드를 준다. 전투에서 승리 시, 랜덤으로 경험치와 골드 이외에 아이템도 함께 얻게 되는 경우도 있다.

### 주문・특기
드래곤 퀘스트 시리즈에서 각 캐릭터들은 주문(마법)이나 특기를 사용할 수 있다. 주문과 특기는 캐릭터의 레벨업 시에 새롭게 배울 수 있다.(시리즈에 따라서 게임 진행 상 배우게 되는 주문도 있다.) 주문(마법)을 사용하게 되면 MP 수치가 감소한다. 따라서 MP가 부족하면 해당 주문을 사용할 수 없다. 주문은 크게 공격주문, 공격보조주문, 보조주문, 회복주문, 이동시 사용 주문(필드에서 사용)으로 나뉜다.
특기는 캐릭터가 특수하게 사용할 수 있는 기술을 말한다. 캐릭터는 사용 무기와 캐릭터 컨셉에 따라서 고유한 특기를 배울 수 있다. 특기 중에는 주문과 같이 MP를 소비하는 것도 있고, 주문과는 달리 MP를 소비하지 않는 것도 존재한다. 또한 주문과 비슷한 효과를 가지는 특기도 존재한다.

### 아이템
드래곤 퀘스트 시리즈에서 아이템이 존재하는데, 플레이어는 아이템을 수집하고 사용할 수 있다. 아이템을 상점을 통해 매매가 가능하고, 게임 진행 중에 상자・항아리・책장 등에서도 획득할 수 있다. 아이템은 무기구, 방어구, 액세서리(장비품), 도구, 소중한 물품으로 분류된다.
- 무기구

무기구는 캐릭터의 공격력을 상승시키는 아이템이다. 무기구로는 검, 지팡이, 채찍, 부메랑 등이 있으며, 캐릭터에 따라 장비할 수 있는 특정 무기구가 존재한다.
- 방어구

방어구는 캐릭터의 방어력을 상승시키는 아이템이다. 방어구로는 방패, 투구, 갑옷 등이 있으며, 캐릭터에 따라 장비할 수 있는 특정 방어구가 존재한다.
- 액세서리(장비품)

액세서리(장비품)는 캐릭터의 특정 능력치(스테이터스)를 상승시키는 아이템이다. 액세서리로는 반지 등이 있으며, 액세서리는 일반적으로 캐릭터와 관계 없이 어떤 캐릭터이든지 장비할 수 있다.
- 도구

도구는 장비할 수 없고, 한 번 사용하면 없어지는 아이템이다. 도구로는 '약초', '독약초' 등의 회복도구와 '키메라의 날개'와 같은 이동도구가 있으며, '힘의 씨앗' 등과 같은 특정 능력치를 상승시키는 도구도 존재한다.
- 소중한 물건

소중한 물건은 장비할 수 없고, 사용하더라도 없어지지 않는 아이템이다. 소중한 물건은 게임 진행 상 꼭 필요한 아이템으로 상점에서 매매가 불가능하고, 버릴 수도 없는 아이템이다.

## 참조

### 주해
1. ↑  영어: Dragon Warrior